# موزه جدید
موزه هنرهای معاصر جدید که در سال ۱۹۷۷ توسط مارسیا تاکر تأسیس شد، موزه ای است در شهر نیویورک که در بوری (نیویورک) ۲۳۵، در لوئر ایست ساید منهتن قرار دارد.

## تاریخچه
این موزه در ابتدا در مکانی در مرکز فارغ التحصیلان مدرسه جدید تحقیقات اجتماعی در ساختمان ۶۵ خیابان پنجم افتتاح شد. موزه جدید تا سال ۱۹۸۳ در آنجا باقی ماند، زمانی که اجاره شد و به دو و نیم طبقه اول ساختمان آستور در ۵۸۳ برادوی در محله سوهو منتقل گردید.

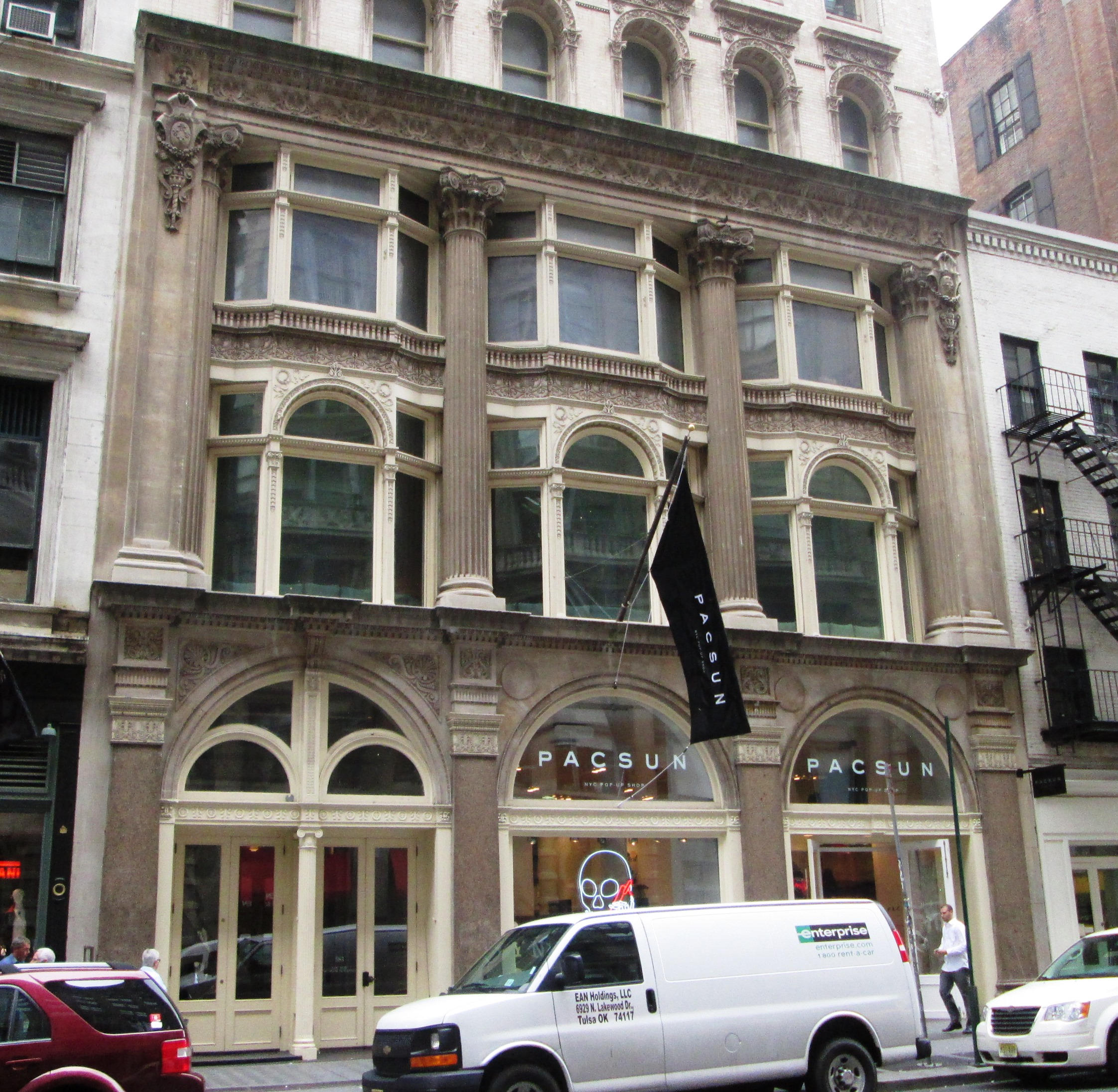
برادوی ۵۸۳

در سال ۱۹۹۹، مارسیا تاکر توسط لیزا فیلیپس، که قبلاً متصدی هنر معاصر در موزه ویتنی هنر آمریکایی بود، به عنوان کارگردان جانشین شد. در سال ۲۰۰۱، موزه ۷۰۰۰ فوت مربع فضا را در طبقه اول موزه هنر چلسی در خیابان بیست و دوم غربی به مدت یک سال اجاره کرد.

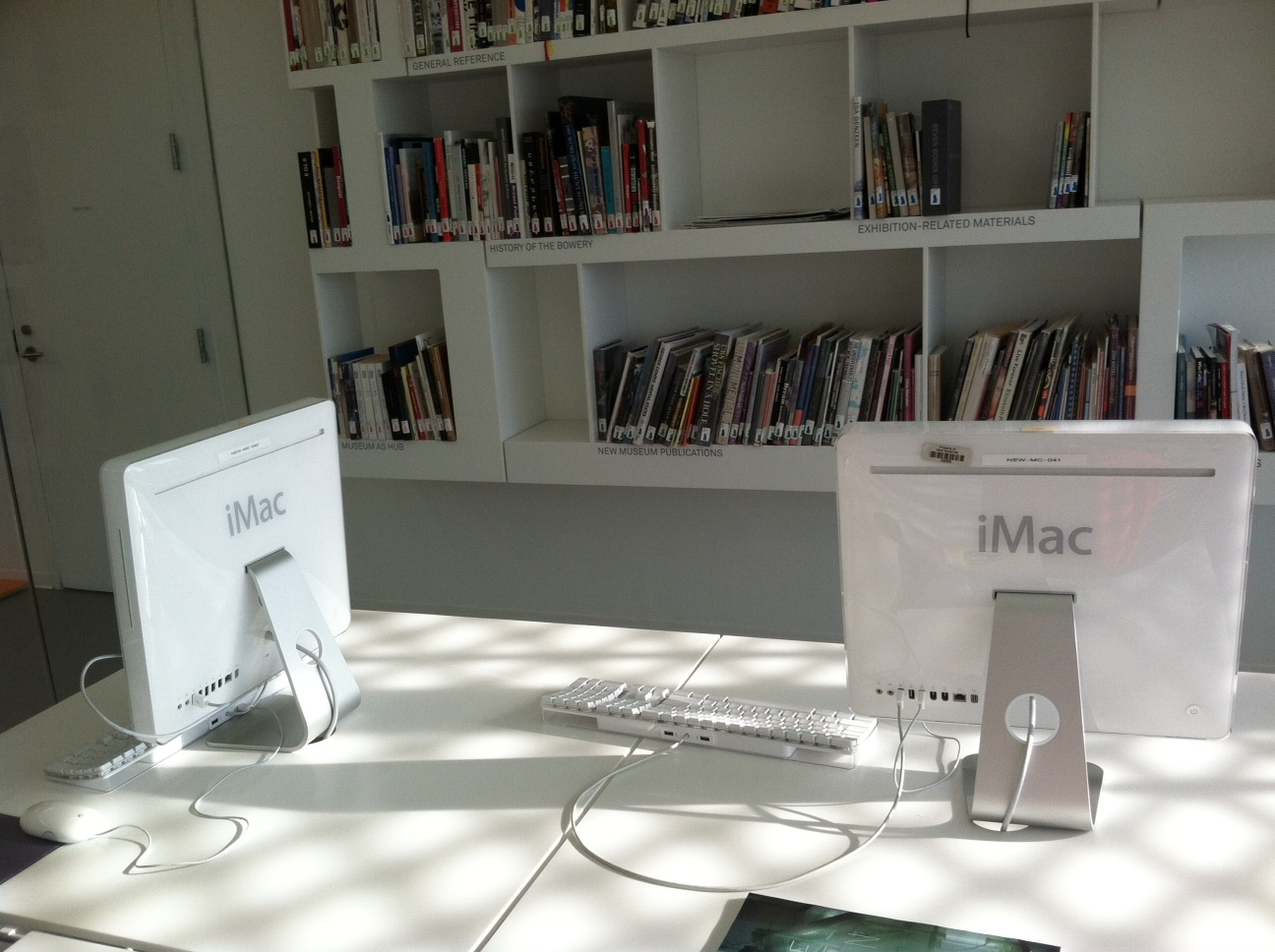
مرکز منابع

### هیئت امنا
از زمان روی کار آمدن، لیزا فیلیپس، مدیر، اعضای هیئت مدیره را از ۱۸ نفر به ۴۲ نفر افزایش داد. از سال ۲۰۱۵ شامل مجموعه‌داران ماجا هافمن، داکیس جوآنو، یوجنیو لوپز آلونسو و دیگران است.